# Brončano doba
██ lovci-sakupljači
██ nomadski pastiri
██ jednostavna poljoprivreda
██ komplicirana poljoprivreda
██ državno uređenje
██ nenaseljeno
Brončano doba je prapovijesno razdoblje obilježeno uporabom bronce za izradu oružja, oruđa, nakita i posuđa. Bronca je legura bakra i oko 12% kositra; taj se omjer pokazao najboljim pa se i danas primjenjuje kod umjetničkih odljeva. Vještina izrade bronce pojavila se na Bliskom istoku oko 3400 pr. Kr., odakle je prešla u Europu.
Brončano doba traje od oko 2000. do 750. pr. Kr., a dijeli se na rano (2000. – 1600. pr. Kr.), srednje (1600. – 1300. pr. Kr.) i kasno (1300. – 750. pr. Kr.) brončano doba. Brončano se doba teritorijalno dijeli na pet glavnih skupina: egejsku, srednjoeuropsku, zapadnoeuropsku, nordijsku i istočnoeuropsku (najbogatije nalazima su egejska i nordijska). Za datiranje pojedinih nalaza važni su oblici kopča fibula i sjekira keltova, a značajni su pećinski kultni petroglifi različitih sadržaja (ljudi, životinje, ornamentalne kompozicije i sl.) u Skandinaviji, Sibiru, s Italiji i Španjolskoj te Portugalu. Tijekom brončanog doba, srednjoeuropski kulturni krug prolazi kroz nekoliko razvojnih faza (kultura zgrčenih kostura, kultura grobnih tumula, kultura žarnih polja). Za Zapadnu Europu, poglavito Englesku, karakteristični su megalitski spomenici (najpoznatiji s početka brončanog doba je Stonehenge kraj Salisburyja). Najstarija brončanodobna kultura u Hrvatskoj je vinkovačka kultura, a potom se nižu cetinska kultura, vatinska kultura i dr.

## Bliski istok (-3300. – 1200.)
Prvi gradovi su se razvili u južnoj Mezopotamiji tijekom 4. tisućljećja pr. Kr. i u njima je religija počela zamjenjivati rodbinske odnose u uređenju društva. Svaki grad je imao boga-zaštitnika kojeg su štovali gradnjom masivnog središnjeg hrama (zigurat), a gradom vlada kralj-svećenik (ishakku). Društvo je postalo s jasnijom podjelom rada na specijalizirane skupine koje su se koordinirale u zajedničkim pothvatima poput navodnjavanja i ratovanja. Tijekom razdoblja koje je dobilo ime po gradu Uruku, kolonizatori i trgovci iz južnog Iraka su ustanovili važna naselja po gotovo cijelom Bliskom istoku.
S razvojem gradova došlo je i do značajnog napretka u tehnologiji. Oko 31. st. pr. Kr., nastalo je pismo, opća uporaba kotača i brojne druge inovacije. Tada su Sumerani iz južne Mezopotamije već bili organizirani u brojne neovisne gradove-države (polise), poput Ura i Uruka, koje su oko 26. st. pr. Kr. osnivali saveze u veće političke jedinice. Na njihovom istoku, nastaje Elamitska država s centrom, najprije u Anšanu, na Iranskoj visoravni, a potom u Suzi u Huzestanskoj dolini.
Istovremeno se razvijala kultura u Egiptu, koji je već koncem 32. st. pr. Kr. ujedinjen u Staro egipatsko kraljevstvo; ali i kultura naroda u dolini rijeke Inda u sjevereozapadnoj Indiji (Harappa i Mohendžo Daro). Obje civilizacije su nastale u dolinama plodnih rijeka gdje je poljoprivreda cvala zahvaljujući olakšanom navodnjavanju izgradnjom brana i redovitim poplavama. 
Između Elamitske države i indijske civilizacije razvila se Džiroftska kultura (otkrivena tek 2001.) u jugoistočnom Iranu (Sistan i Kermanska pokrajina) koja se prema nekim tezama u Mezopotamiji spominje kao kraljevstvo Aratta.
U Mezopotamiji je prihvaćanjem bogova pokorenih naroda, religija postala politeističkom, a uprava se sekularizirala. Titula lugala, velikog čovjeka, se javlja uz starije vjerske titule, iako mu je isprva najvažnija obveza da štuje državne bogove. Ovaj proces je došao do svoje prirodne posljedice u 24. st. pr. Kr. s osnivanjem prvih carstava.
Akađani su za vladavine Sargona I., poharali Mezopotamiju i potčinili Sumerane, te proširili svoju vlast na sjever (današnju Siriju) i na zapad, u Levant, sve do obale Sredozemlja. U arhivi grada Ebla spominju se gradovi Hazor i Jeruzalem. U to vrijeme se prema jugu širi tzv. kultura Khirbet Kerak vrčeva s Kavkaza i pojavljuju se Hurijanci, a u Mezopotamiji cvate carstvo Ur (22. stoljeće pr. Kr. i 21. stoljeće pr. Kr., te Babilonija koja je na vrhuncu u 18. i 17. st. pr. Kr.
Promjene su se počele događati krajem 3. tisućljeća pr. Kr. kada su se pojavili gradovi u obližnjim brdskim zemljama iz kojih su se novi narodi (Asirci na sjeveru Mezopotamije, Kananci u Siriji i Palestini, Minojci na Kreti i Hetiti na istoku Anatolije) selili na granice starih civilizacija s kojima su se sukobljavali. S ovim narodima je povezana pojava laganih ratnih kočija na dva kotača i širenje indo-europskih jezika. Ovim društvima je upravljalo malobrojno plemstvo, koje si moglo priuštiti ratne kočije, te po uzoru na njih nastaju "herojski" epovi poput Ilijade i Ramajane.
Oko 17. i 16. st. pr. Kr. većina je starih centara bilo poharano. Babiloniju su osvojili Kasiti, a civilizaciju doline Inda su uništili Indo-arijanci. Jedan njihov ogranak, narod Mitani, pokorio je Asiriju i jedno vrijeme prijetili Hititkom kraljevstvu, no poraženi su sredinom 14. st. pr. Kr. Tada se razvijaju brojna grčka kraljevstva, od kojih je najsnažnije bila Mikena koja je do 15. st. pr. Kr. dominirala starijim minojskim gradovima. Semitski Hiksi su iskoristili novu tehnologiju da osvoje Egipat, no ubrzo su zbačeni, nakon čega je nastalo snažno Novo egipatsko kraljevstvo.
Između 1206. i 1150. pr. Kr. sva su ova nova kraljevstva iznenada doživjela kraj. Gradovi na istoku Sredozemlja su poharani nizom napadaja različitih naroda. Grčka kraljevstva su nestala, a Hititsko kraljevstvo je uništeno, trgovački putovi su prekinuti, a pismenost uskoro bila zatrta. Gotovo svi gradovi od Troje do Gaze (Hatuša, Mikena, Ugarit) su bila uništena i od tada nenaseljena. Egipat je odbijao svoje napadače, ali mu se teritorij smanjio na samo središte negdašnjeg kraljevstva, a središnja vlast izrazito oslabila. Jedino je Asirija uspjela izbjeći sličnu sudbinu.

## Regionalne odlike

### Sjeverna Afrika (-1650. – 1200.)
Egipat je dugo zadržao tehnologiju bakrenog doba, jer je imao snažnu središnju vlast i nije imao ozbiljnijih neprijatelja. No, oko 1650. pr. Kr. oslabila je moć egipatskog srednjeg kraljevstva, te su se azijski emigranti (Hiksi koji su živjeli na istočnoj delti Nila u gradu Avarisu) pobunili, te zauzeli cijelu deltu, a faraone potjerali u Tebu i okolicu načinivši od njih vazale koji su morali plaćati danak osvajačima. Ovi "strani vladari" su imitirali egipatski način upravljanja u koji su integrirali svoju kulturu brončanog doba. Nakon njihovog protjerivanja nastupilo je snažno Novo egipatsko kraljevstvo s razvijenom brončanom tehnologijom.

### Južna Azija (-3200. – 1200.)
Južna Indija je ostala mezolitskom sve do oko 2500. pr. Kr. kada je počela kulturna razmjena sa sjeverom (s iznimkom koje potvrđuje pravilo, pokrajinom Tamil Nadu, da bi oko 1000. pr. Kr. u južnoj Indiji nastupilo željezno doba, a da nikada nije bilo brončanih kultura.

### Europa (-2300. – 600.)
██ Kultura žarnih polja
██ sjeverna kultura žarnih polja
██ knoviz kultura
██ lužička kultura
██ dunavska kultura
██ teramare kultura
██ atlantska kultura
██ nordijska brončana kultura
Brončano razdoblje u Europi započinje razvojem trgovačkih putova Egejskih kultura oko 3000. pr. Kr. najprije se uvozio kositar i ugljen na Cipar, gdje se kopao bakar potreban za proizvodnju bronce koja se izvozila širom Sredozemlja, pa i šire. Postoje naznake kako su neki predmeti pronađeni u Velikoj Britaniji mediteranskog podrijetla. Pomorska navigacija u to doba je bila na tom stupnju da je prevaziđena tek 1750. g. Minojska kultura, s centrom u gradu Knosu, je bila najrazvijenija na Sredozemlju, a korijeni Ilira također sežu u ovo razdoblje.
Apeninska kultura (Talijansko brončano doba) je kultura srednje i južne Italije koja se nastavlja iz bakrenog u brončano doba Na nju se nastavlja vilanovska kultura željeznog doba. Lončarija apeninske kulture je crna, dekorirana sa spiralama, meandrima, točkama i skupovima točki, a kako je pronađena na otocima Ischia i Liparski otoci, povezuje se s ranim i kasnim egejskim kulturama sa sličnom lončarijom Najstariji nalazi ove kulture su s otoka Lipari, datirani u oko. 3050. pr. Kr. (± 200 godina), iako se za cijelo razdoblje ustalilo razdoblje od 1800. – 1200. pr. Kr.
Autohtoni oblik brončane kulture javio se na Sardiniji od 3500. – 1000. pr. Kr., tzv. kultura nuraghi (kamene kule, poput Su Nuraxi).
Povećanje stanovništva u 2. tisućljeću pr. Kr. je očito, na primjer po mjerama poduzetim za ekonomiziranje upotrebe bronce, iako su bili otvoreni novi i duboki rudnici bakra. Glavno žarište tehničkog i kulturnog razvitka ležalo je u središnjoj Europi, na teritoriju raznih ogranaka tzv. Kulture žarnih polja, skupine srodnih plemena sa zajedničkim kulturnim i pogrebnim običajima koja su dominirala u području između rijeka Rajne i Dunava. Najranija je unetička kultura (1800. – 1600. pr. Kr.) koja podrazumijeva brojne malene grupe kao što su: Straubing, Adlerberg i Hatvan kultura. Neki od malobrojnih, ai malenih, grobnih nalaza su izrazito bogati, poput onoga u Leubingenu s mnogim predmetima od zlata, što nam govori o velikom gospodarskom razvitku. Unetičku kulturu naslijedila je kultura srednjeg brončanog doba, tzv. Kultura grobnih tumula (1600. – 1200. pr. Kr.) koja se odlikuje grobnim humcima (tumuli), a povezana je s glasinačkom kulturom u Bosni i Hercegovini. U istočnoj Mađarskoj (Körös), razna brončana Mako kultura ustupila je mjesto razvijenim brončanim kulturama Ottomany i Gyulavarsand.
Kasnobrončana kultura žarnih polja (1300. – 1100./750. pr. Kr.) se odlikuje spaljivanjem pokojnika. Ona se proširila na lužičku kulturu (1300. – 500. pr. Kr.) u Njemačkoj i Poljskoj koja se nastavila sve do željeznog doba halštatske kulture (700. – 450. pr. Kr.).

## Brončano doba u Hrvatskoj
Najstarije brončano razdoblje u Hrvatskoj obilježilo je razdoblje stabilizacije nakon seobe, te oblikovanje novih kultura. Tipičan oblik naselja na koje nailazimo su gradine. Ovo razdoblje prapovijesti obilježava Vinkovačka kultura na tlu Slavonije, koja smjenjuje Vučedolsku kulturu, no zadržava neka njena svojstva. Na području srednjeg Jadrana i zaleđa nailazimo na Cetinsku kulturu. Inače, u cijeloj Hrvatskoj, ovaj slabo poznato razdoblje je zastupljeno brončanim fibulama koje zamjenjuju predmete poput igala i puceta. Keramika u to vrijeme nije u prvome planu, no proizvođena je zbog potreba kulta, rituala i svakodnevnice. Obilježena je urezivanjem različitih geometrijskih oblika. 
Srednje brončano doba (1600. – 1300. pr. Kr.) stabilno je i mirno razdoblje u kojem se nastavlja proces društvenog raslojavanja. Panonija postaje otvorena prema vanjskim utjecajima, no također aktivno sudjeluje u regionalnom razvoju. Dominantna kultura ovog razdoblja je Vatinska kultura.
U razdoblju ranijeg brončanog razdoblja (1130. – 1100./750. pr. Kr.) događaju se turbulentne promjene uzrokovane egejskim seobama. U ovom razdoblju kultura polja sa žarama (KPŽ) postaje dominantna, a hrvatsko međurječje postaje jedno od ishodišta KPŽ-a. Ovu kulturu obilježavaju spaljivanje pokojnika, te pohranjivanje njihovog pepela u žare, posude s poklopcima. Nakon ovog pogrebnog rituala, žare bi se pohranjivale u iskopane grobne jame. Kulturu polja sa žarama su obilježile regionalno različiti podtipovi kultura: Virovitička grupa, grupa Zagreb, Gorica, te grupa Dalj. Brončano razdoblje ne završava svugdje u isto doba - u Istri završava oko 1100. godine pr. Kr., a u Lici oko 750. godine pr. Kr., kada ju smjenjuje željezno doba.

## Unutarnje poveznice
- Umjetnost metalnog doba
- Hrvatski povijesni prostor u brončanom dobu

## Vanjske poveznice
- brončano doba Hrvatska enciklopedija (LZMK)